# Sony Ericsson K618i
Sony Ericsson K618i（Vodafone定制版為V630i）為Sony Ericsson於2006年9月推出的3G行動電話，內建200畫素相機，在台灣為威寶電信之獨賣機種。

## 內容
本機種與K610i後SE所推出的3G手機功能相同，如200萬畫素相機、音樂播放器、手機部落格……等，而威寶在宣傳此機時，特別與李玟合作，在本機種內建了李玟桌布、專屬鈴聲……還附贈了256MBM2記憶卡。